# Alfred Plé
Alfred Plé  (9. februar 1888 - 4. marts 1980) var en fransk roer fra Paris.
Plé vandt bronze i dobbeltsculler ved OL 1920 i Antwerpen (sammen med Gaston Giran). Parret vandt desuden guld ved EM samme år.

## OL-medaljer
- 1920:  Bronze i dobbeltsculler